# きよし・黒田の今日もへぇーほぉー
『きよし・黒田の今日もへぇーほぉー』（きよし・くろだのきょうもへぇーほぉー）は、朝日放送（ABC）で2016年4月4日から2017年9月27日まで毎週月曜日 - 水曜日の10:53 - 11:35（JST）に放送されていた情報バラエティ番組・通販番組で、西川きよしと黒田有（メッセンジャー）の冠番組である。

## 概要
2014年4月から2016年3月まで2年間放送された『西川きよしのおしゃべりあるき目です』の後継番組。同番組から西川きよしが続投したほか、ロケパートの間にテレビショッピングパートをはさむ構成を踏襲した。
番組開始時点では、上記の本放送に加えて、毎週月曜日 - 水曜日の4:26 - 5:00に前週分の再放送を実施していた。
2017年9月27日をもって当番組は終了。同年10月2日からは、通常編成時に朝日放送では2014年度下期から2017年度上期までの間、11:45に飛び乗り放送としている『ワイド!スクランブル・第1部』（テレビ朝日制作）をフルネットする（当番組の放送がなかった木曜日・金曜日は飛び乗り時刻を10:30に繰り上げる）一方、月曜日 - 水曜日の9:55 - 10:25には『せのぶら本舗』を開始する。

### ロケパート
きよしが関西各地へ赴きながら、滞在先や行く先々で出会った人々の魅力を紹介していた『おしゃべりあるき目です』から一転、“大人の社会科学習”をテーマに社会科見学の要素を強めていた。ロケ先は、関西各地のグルメスポット、話題の店舗・施設、観光地など多種多様。専門家を招いての講義形式で収録することもあった。
ロケには、きよしに加えて、よしもとの後輩であるメッセンジャー黒田がきよしに同行。2人がロケ先でさまざまな体験を重ねたうえで、その体験から初めて知ったことや、自分なりに納得したことを最後に発表していた。
放送上は、「〜学」という表現で、毎週1つのテーマを設定。番組タイトルの「へぇー」にはきよし、「ほぉー」には黒田がロケを通じて感嘆するイメージを込めている。その関係で、ロケから学んだことを手書きのフリップで発表するコーナーとして、「今日のへぇー」「今日のほぉー」を個別に編成。後述するテレビショッピングパートをはさんで、「今日のへぇー」（きよしによる発表）→「今日のほぉー」（黒田による発表）の順に放送していた。

### テレビショッピングパート「今日もへぇーほぉーテレビショッピング」
『西川きよしのおしゃべりあるき目です』で放送していた「おしゃべりあるき目ですショッピング」を継承。番組終了時点で同コーナーに出演していた島田珠代と柴田博（朝日放送アナウンサー）が引き続き進行する一方で、ロケパートとは別にスタジオで収録していた。また、当パートで紹介した商品は、朝日放送が運営する通信販売サイト「ABC かうも。」でも購入できる。

### 特別編成での対応
毎年8月の全国高校野球選手権大会中継期間中は当番組の放送は休止となった（雨天中止時および休養日も別番組で対応したため休止）。また、大会終了後も同中継で放送できなかった一部のネットセールス番組を振替放送する（そのうち、自社制作番組でもある番組は、朝日放送のみ他日に臨時枠移動とする）場合には、休止もしくは放送時間を繰り下げることがあった。
このほか、通常編成時に朝日放送では2014年度下期から2017年度上期までの間、11:45に飛び乗り放送としている『ワイド!スクランブル・第1部』（テレビ朝日制作）を臨時フルネットするまたは飛び乗り時刻を10:30に繰り上げる場合や、テレビ朝日からのスポーツ中継を同時ネットする場合には休止とすることがあった。

## 出演者
☆は『西川きよしのおしゃべりあるき目です』から続投。
MC
- 西川きよし☆
- 黒田有（メッセンジャー）

ナレーター
- 柴田博（朝日放送アナウンサー）☆

今日もへぇーほぉーテレビショッピング
- 島田珠代☆
- 柴田博（朝日放送アナウンサー）
- 小寺右子（朝日放送アナウンサー）☆ ※当パート出演者としては扱われていないが、2度目の産休（2015年8月 - 2017年3月）前に出演したVTRが当パートで放送されることがあった。
- 伊藤みく☆
- たなべ勝也☆
- 秋吉英美

## BGM
- OP曲：Don't You Just Know It（Huey "Piano" Smith and The Clowns）
- へぇーほぉー先生登場曲：カリキュラマシーンオープニング

## スタッフ
- 美術協力：グリーン・アート、クラフト、ビーム
- 制作協力：エー・ビー・シーメディアコム、ABCリブラ、レジスタエックスワン
- 制作著作：朝日放送